# Pinto's stekelstaart
Pinto's stekelstaart (Synallaxis infuscata) is een zangvogel uit de familie der ovenvogels (Furnariidae). Deze vogel is in het Nederlands genoemd naar de Braziliaanse zoöloog Olivério Pinto (1896-1981) die deze vogel in 1950 geldig heeft beschreven.

## Kenmerken
De vogel is 16 centimeter lang en grotendeels grijs, maar ogen, kruin, vliegveren en staart zijn rood. Verder wordt deze vogel gekenmerkt door een met korte stekels bezette kruin.

## Verspreiding en leefgebied
Deze vogel is endemisch in Brazilië en komt enkel voor in de noordoostelijke staten Alagoas, Paraíba en Pernambuco. De natuurlijke habitats zijn vochtige subtropische of tropische laagland bossen, vochtige tropische of subtropische scrublanden en moerassen op een hoogte tussen de 5 en 1067 meter boven zeeniveau in het bioom Atlantisch Woud.

## Status
De populatie telt tussen de 350 en 1500 individuen. Door habitatverlies dalen de aantallen. Om deze redenen staat de Pinto's stekelstaart als bedreigd op de Rode Lijst van de IUCN.